# Parsac-Rimondeix
Parsac-Rimondeix é uma comuna francesa na região administrativa da Nova Aquitânia, no departamento de Creuse. Estende-se por uma área de 47.02 km². Em 2010 a comuna tinha 718 habitantes (densidade: 15,3 hab./km²).
Foi criada em 1 de janeiro de 2016, a partir da fusão das antigas comunas de Parsac e Rimondeix.